# Ghiacciaio Franca
Il ghiacciaio Franca (in inglese Franca Glacier) è un ghiacciaio situato sulla costa di Bowman, nella parte sud-orientale della Terra di Graham, in Antartide. Il ghiacciaio, il cui punto più alto si trova a circa 653 m s.l.m., fluisce in direzione nord-est fino ad entrare nell'insenatura di Solberg, poco a sud del picco Houser, andando così ad alimentare quello che rimane della piattaforma di ghiaccio Larsen C.

## Storia
Dopo essere stato fotografato nel 1940 da parte del Programma Antartico degli Stati Uniti d'America, il ghiacciaio Franca fu poi oggetto di un'altra ricognizione, questa volta da parte del British Antarctic Survey, che all'epoca si chiamava ancora Falkland Islands and Dependencies Survey, che, tra il 1946 e il 1948, lo esplorò via terra e lo mappò. Il ghiacciaio fu quindi battezzato, nel 1977, dal Comitato consultivo dei nomi antartici in onore del dottor Fernando E. Franca, ufficiale medico e direttore presso la Stazione Palmer nel 1974.